# Меленеј
Меленеј (лат. Melaeneus) је у грчкој митологији био један од Ликаонида.

## Митологија
Био је један од ликаонида, Ликаонових синова кога су помињали и Паусанија и Аполодор и чије име указује да је основао град Меленеју у Аркадији.